# Burg von Tselevinia

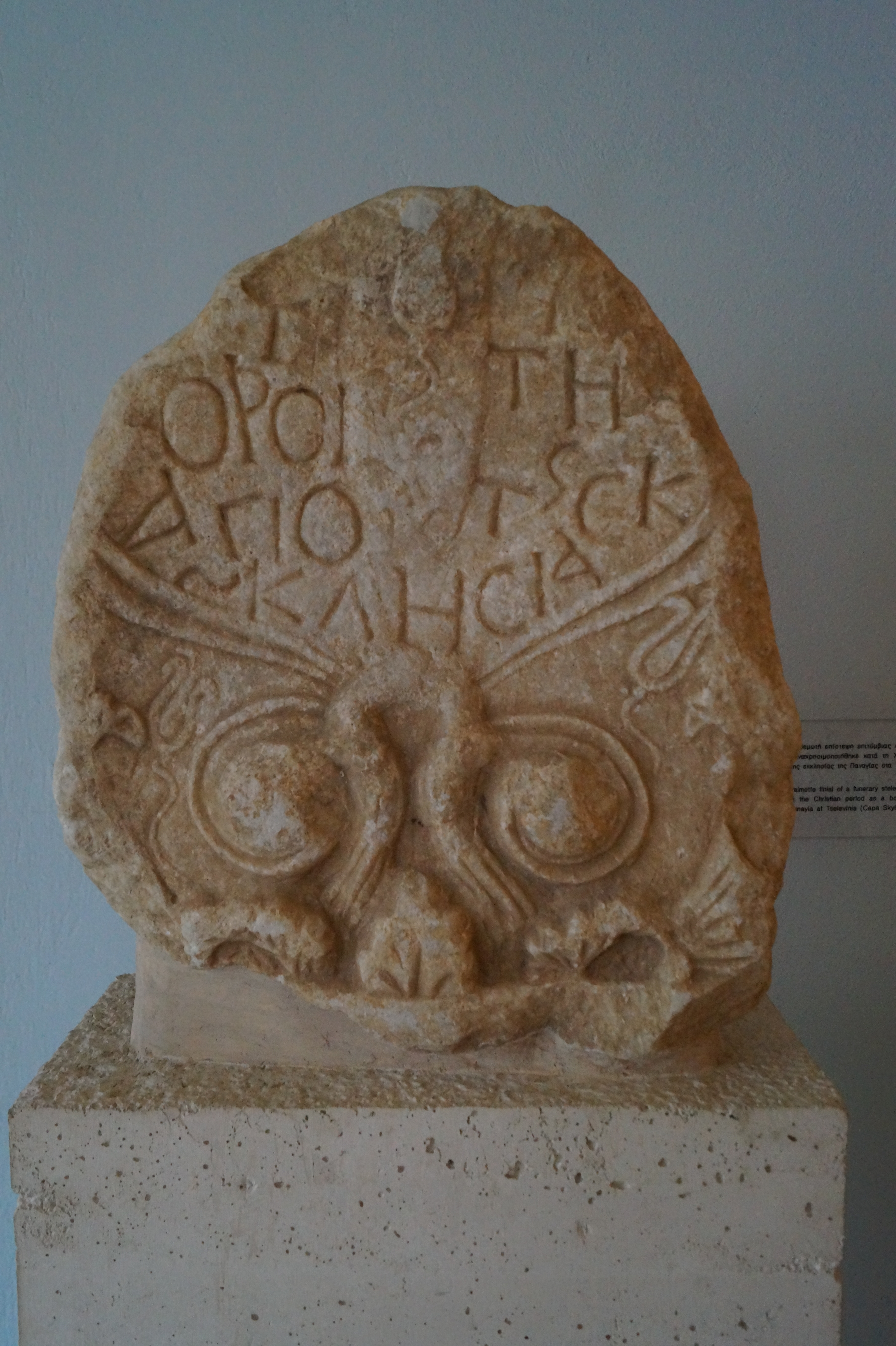
Grenzstein der Kirche

Burg von Tselevinia (griechisch Κάστρο στα Τσελεβίνια) ist eine mittelalterliche Burgruine auf der Peloponnes. Sie liegt auf einer Halbinsel, die südöstlich an Kap Skyli angrenzt.

## Beschreibung
Der ursprüngliche Name der Burg ist nicht bekannt. Heute wird sie nach Kap Skyli, das wie die Umgegend auch Tselevinia genannt wird, benannt. Dieser Name stammt aus der arvanitischen Sprache und zeigt, dass man die Höhen der Halbinsel zur Überwachung der Seewege nutzte (arvanitisch «Τσέλιε-βένιε» = aufpassen, ob jemand kommt).
Die Burg von Tselevinia liegt etwa 1,4 km östlich der kleinen Siedlung Pergari und 2 km südlich der Siedlung Biskaiika. Westlich der Halbinsel, auf der sich die Burg befindet, liegt die Bucht von Tselevinia und nördlich eine weitere kleinere Bucht. Etwa 225 m nordöstlich liegt vor einer Bucht die kleine Insel Gali.
Die Burg war etwa 130 m lang und 60 m breit und bedeckte eine Fläche von 6.500 m². Von der ursprünglich etwa 360 m langen Mauer sind heute noch etwa 100 m erhalten. Sie schützte die Burg nach Norden, Westen und Süden. Der Osten blieb unbefestigt, da hier das Gelände steil abfällt. Die Mauern sind etwa 1,50 m dick und sind bis zu 3,50 m hoch erhalten. Die Reste von zwei halbrunden Türmen sind an der Südwestseite und im mittleren Mauerabschnitt der Westmauer zu sehen.
Auf dem höchsten Punkt gibt es eine etwa 500 m² große Umfassung. Innerhalb dieser steht eine einschiffige Kirche mit Tonnengewölbe, die Mariä Himmelfahrt geweiht ist (griechisch Κοιμήσεως της Θεοτόκου), und ein weiteres Gebäude. Dieses Gebäude dient einmal jährlich am 15. August den Vorbereitung des Festes zu Mariä Himmelfahrt. Die Kirche hat eine Länge von etwa 5,50 m und eine Breite von etwa 3,90 m. Das Verhältnis von Breite zu Länge entspricht also dem einfachen Zahlenverhältnis von 1 zu Quadratwurzel aus 2. Die Kirche verfügt im Osten über eine halbrunde Apsis. In jüngerer Zeit wurde ein etwa 4,50 m langes und etwa 4,20 m breites Vordach vor dem Eingang errichtet. Ob diese Befestigung und die Gebäude bereits zur ursprünglichen Burg gehörten oder nur aus wieder verwendetem Material erbaut wurden, ist nicht bekannt, da die Burg größtenteils unerforscht ist. Rechts neben dem Eingang zur Umfassung der Kirche befinden sich die Fundamente eines apsidialen Gebäudes von 3 × 2,50 m, dessen Wände mit wasserdichtem Putz versehen sind. Hierbei handelt es sich um eine ehemalige Zisterne.

## Geschichte
Möglicherweise gab es schon in der Antike hier eine Siedlung. Darauf deutet zumindest eine Palmette einer antiken Grabstele aus dem 4. Jahrhundert v. Chr. hin, die laut Inschrift in christlicher Zeit als Grenzstein für die Kirche verwendet wurde. Die Palmette befindet sich heute im Museum von Poros. Bisher fand man in der Burg nur Tonscherben aus dem 13. und 14. Jahrhundert. Auch die Bauart verweist auf eine Erbauung zu dieser Zeit. Für den Bau der Mauern wurden grob behauene Steinplatten aus örtlichem Kalkstein verwendet. Sie wurden in unregelmäßigen Schichten ohne Mörtel übereinander gestapelt. Es wurden auch keine Backsteine verwendet. Diese Bauart erinnert an zwei andere venezianischen Burgen auf Andros: Kato Kastro in Andros-Stadt und die Burg von Makrotantalo. Aus diesem Grund vermutet man, dass auch diese Burg von der Republik Venedig errichtet wurde. Die Peloponnes stand zwar im 13. und 14. Jahrhundert unter fränkischer Herrschaft, die Gegend von Tselevinia war jedoch, so wie heute auch, abgelegen und sehr dünn besiedelt.
Auf Karten aus dem 17. und 18. Jahrhundert ist die Burg nicht verzeichnet, da sie anscheinend längst verlassen war. Man geht deshalb davon aus, dass sie spätestens Ende des 15. Jahrhunderts verlassen wurde. Sie wurde vermutlich wegen Angriffen von Piraten oder Osmanen aufgegeben, da ihre Mauern Kanonen nicht standhalten konnten. 1388 verkaufte Maria d’Enghien, die Frau von Peter Cornaro, das Herzogtum Argos und Nauplia an die Republik Venedig und somit kam Venedig auch in den Besitz der Burg von Thermisi. Diese Burg lag nur 19 km weiter westlich, war jedoch durch ihre Lage 2 km landeinwärts und auf 260 m Höhe vor Angriffen vom Meer her geschützt. Die Burg von Tselevinia verlor durch den Kauf des Herzogtums seine Bedeutung für Venedig.

## Galerie

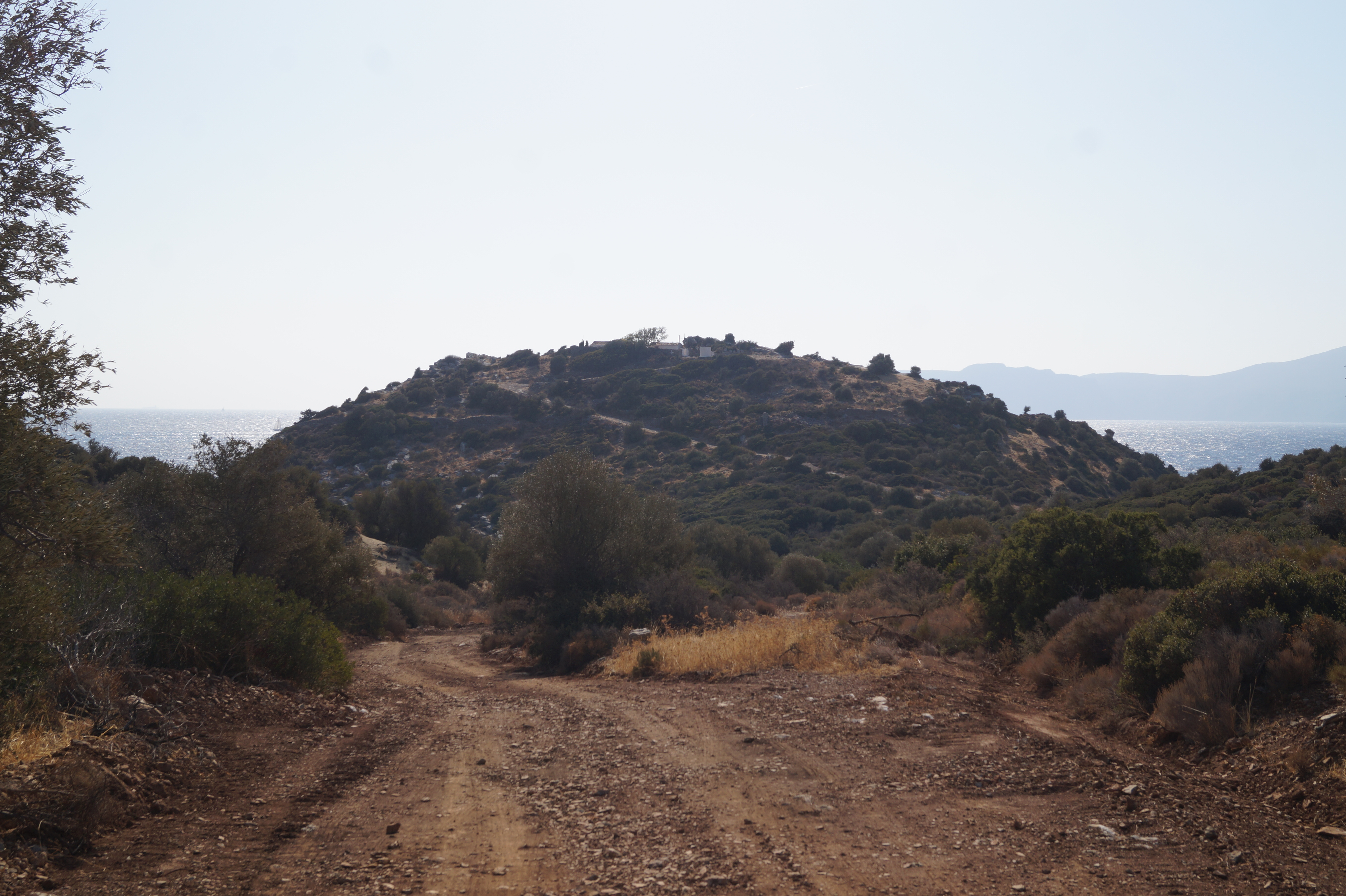
Blick von Norden auf den Burghügel
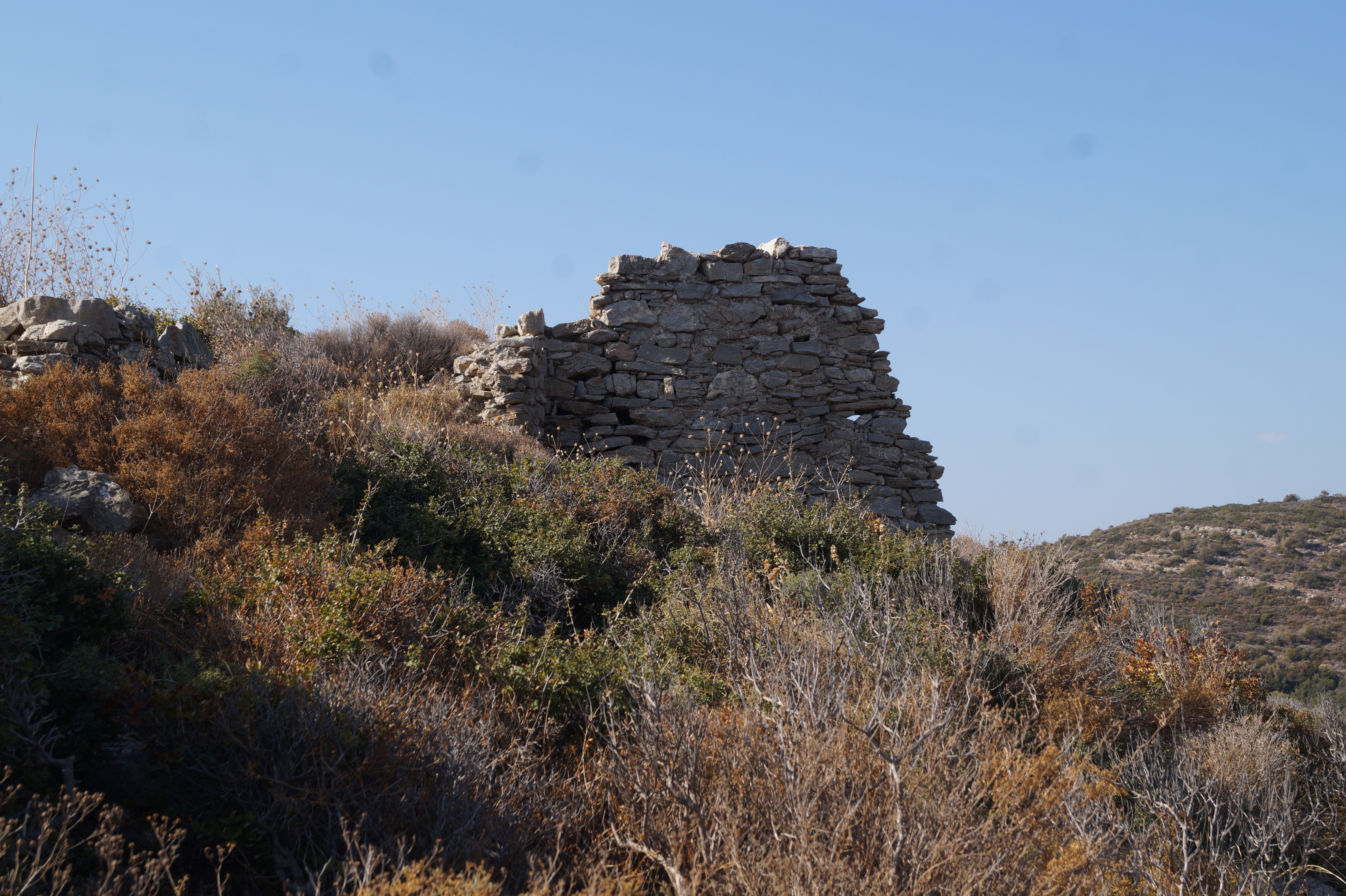
Turm an der Nordmauer
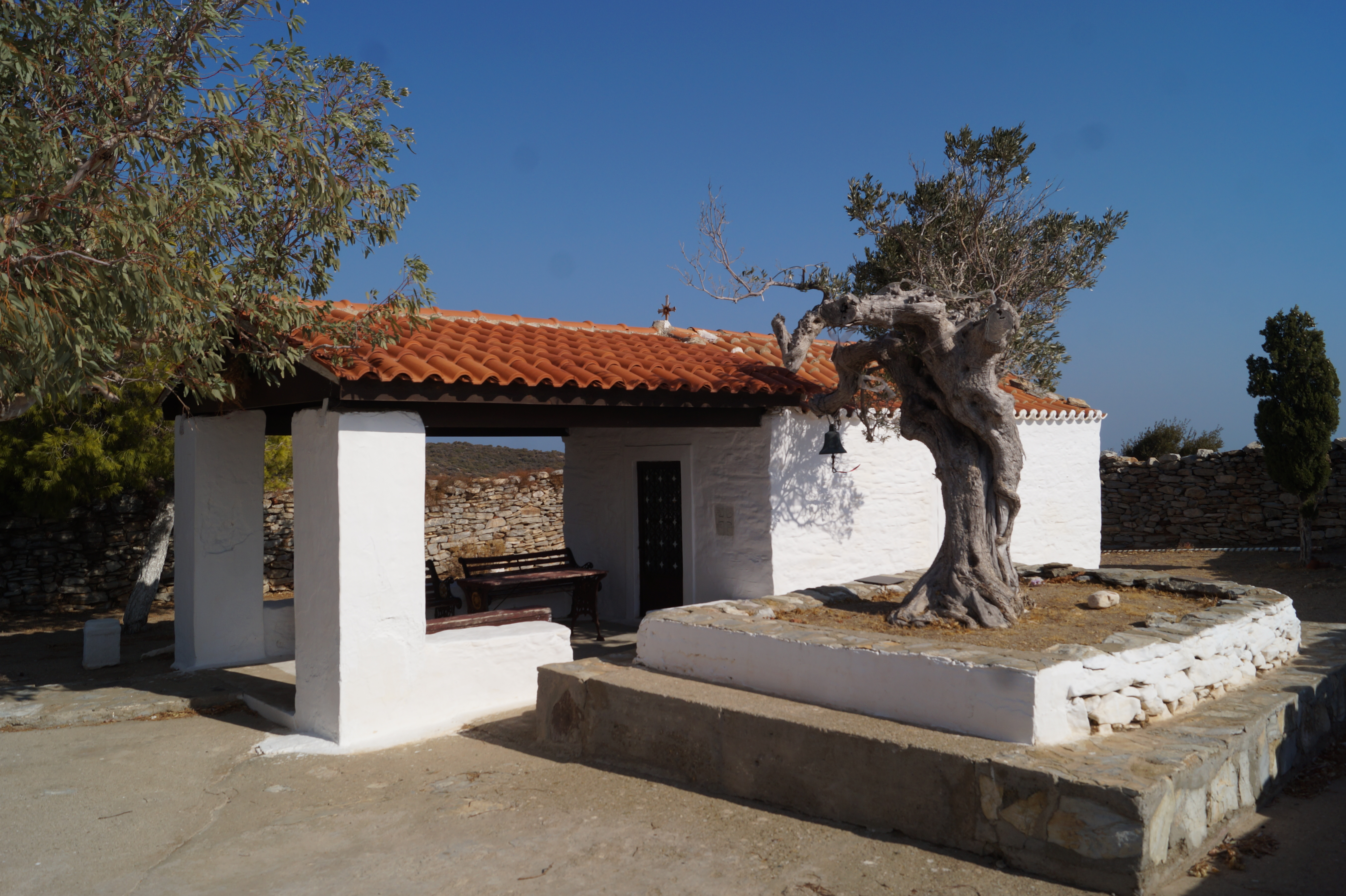
Kirche auf der Burg
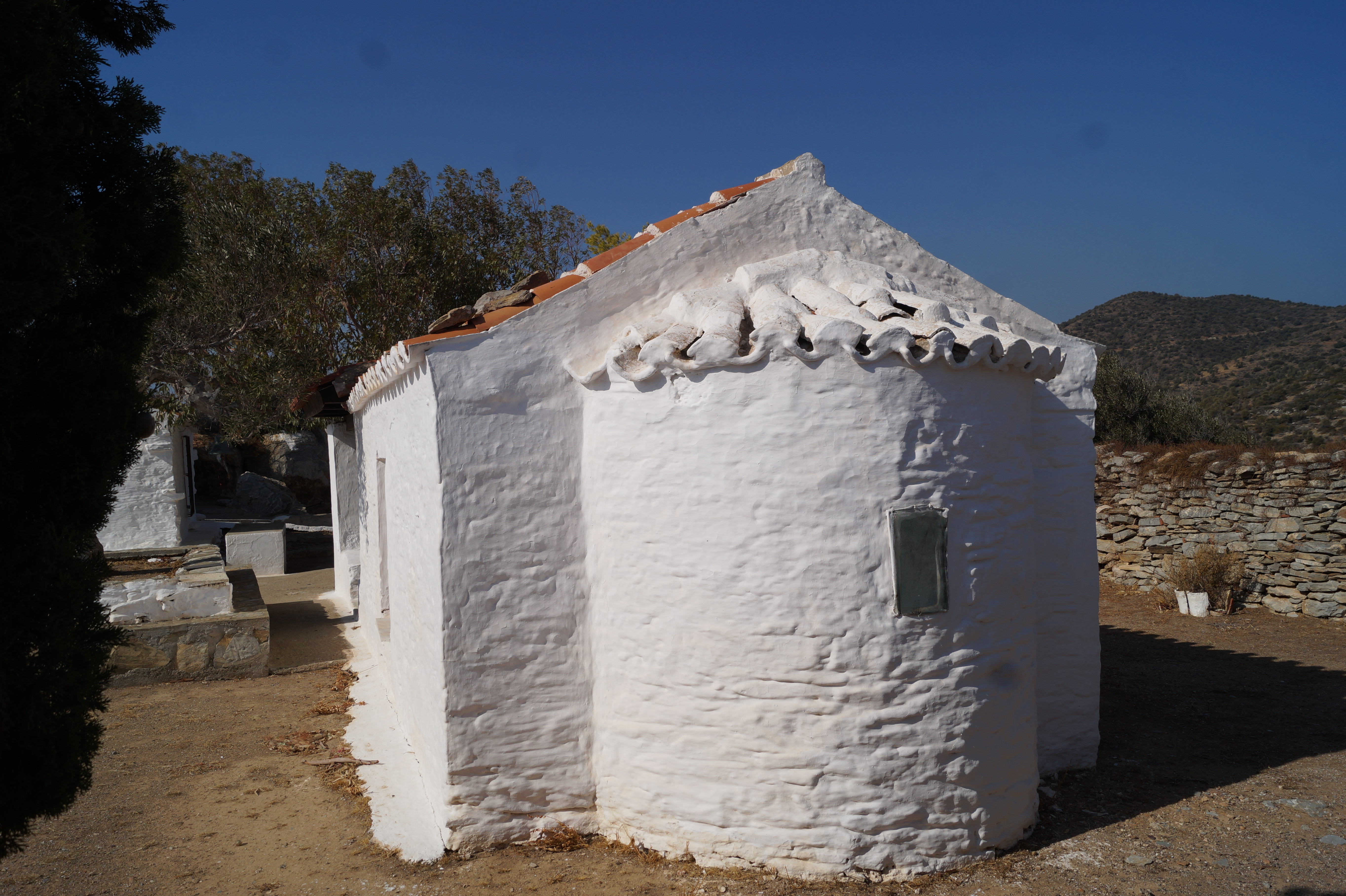
Apsis der Kirche
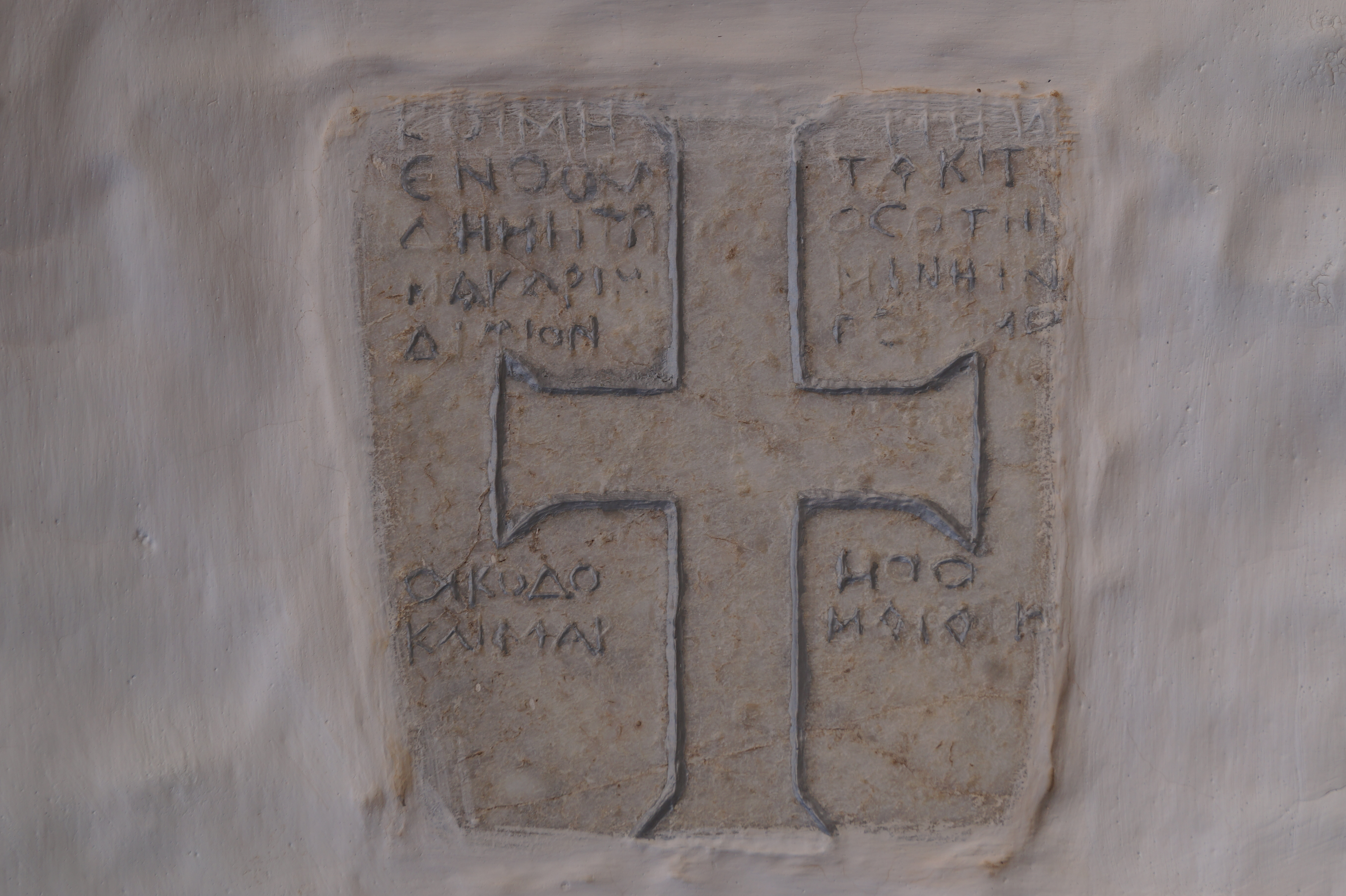
Inschrift an der Fassade der Kirche